# Mociu
Mociu là một xã thuộc hạt Cluj, România. Dân số thời điểm năm 2002 là 3504 người.